# Fédération de football de Rhénanie

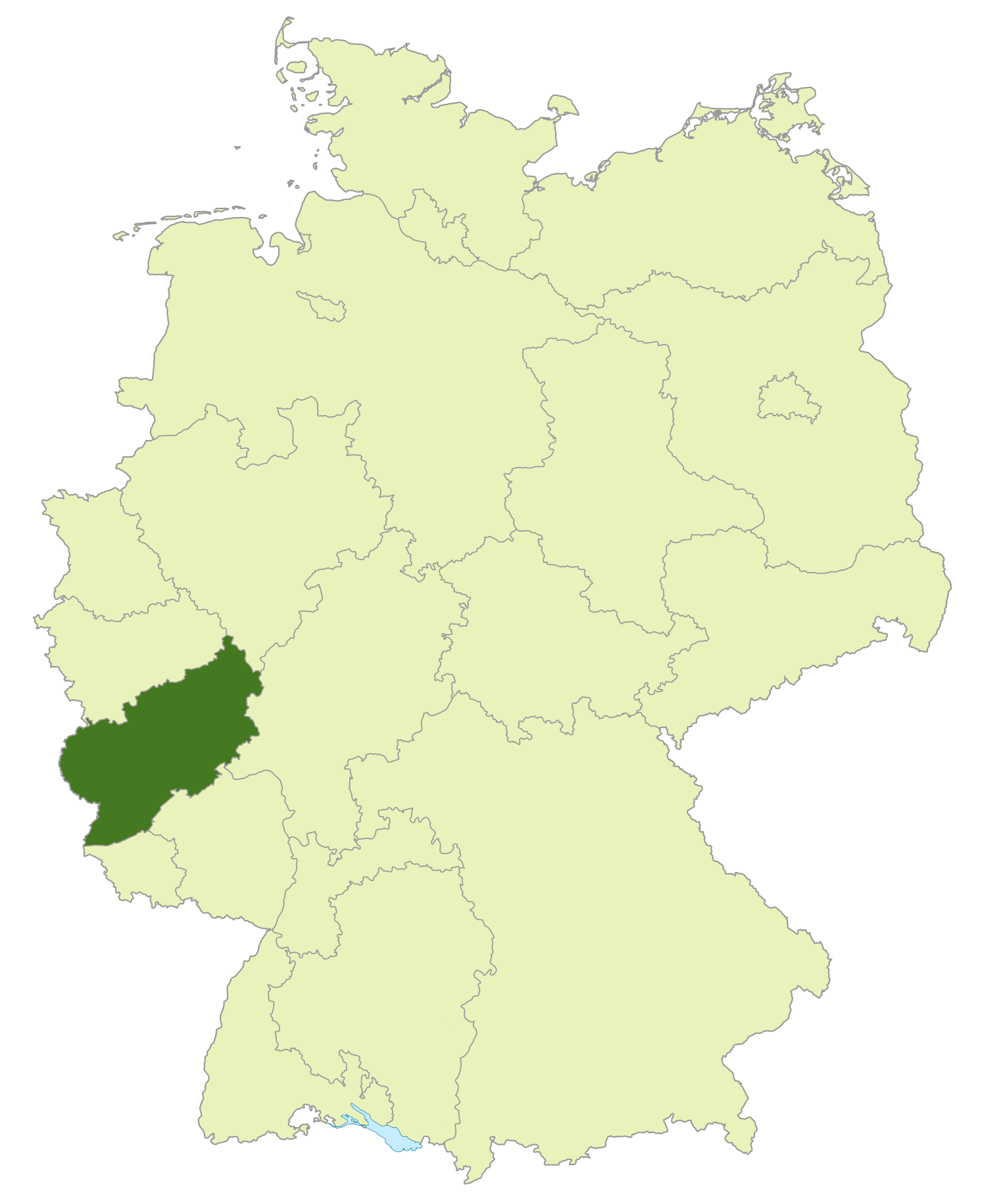
Territoire couvert par la Fédération de football de Rhénanie

La Fédération de football de Rhénanie (FVR, allemand : Fußballverband Rheinland), est l'une des 21 fédérations régionales de la DFB, subalterne de la Fußball-Regional-Verband Südwest (FRVS). La fédération siège à Edenkoben, et son président est Gregor Eibes depuis juillet 2022. La fédération couvre le sud du Land de Rhénanie-Palatinat. Son territoire s'étend jusqu'à la frontière avec la Rhénanie-du-Nord-Westphalie, et comprend l'Eifel jusqu'à la frontière avec la Sarre. Il comprend également le Westerwald et la rive gauche du Rhin jusqu'au Soonwald (de). Ainsi ce territoire correspond à peu près aux anciens districts du Coblence, de Montabaur et de Trèves.
En collaboration avec les fédérations de Sarre et du Sud-Ouest, la FVR forme la FRVS.
Selon les statistiques de la DFB pour l'année 2023, la FVR compte 1 008 clubs avec un total de 172 836 membres et 3 580 équipes.

## Structure
La fédération est subdivisée en 3 districts (Bezirke) puis 9 arrondissements (Kreise) :
- Bezirk Ost (Est)
  - Kreis Westerwald/Sieg
  - Kreis Westerwald/Wied
  - Kreis Rhein/Lahn

- Bezirk Mitte (Centre)
  - Kreis Koblenz (Coblence)
  - Kreis Rhein/Ahr
  - Kreis Hunsrück/Mosel

- Bezirk West (Ouest)
  - Kreis Trier/Saarburg (Trèves)
  - Kreis Eifel
  - Kreis Mosel (Moselle)

## Compétitions et ligues

### Football masculin
La ligue la plus élevée organisée par la fédération est la Rheinlandliga, comprenant 18 équipes et correspondant au 6e niveau du football allemand dont les champions sont promus en Oberliga Rheinland-Pfalz (appelée Oberliga Südwest jusque 2012). On trouve en dessous 3 Bezirksligen comprenant en général 16 équipes par groupe. Sous ce niveau, l'organisation est confiée aux Kreise, qui organisent les Kreisligen A par groupes de 14 équipes. Viennent enfin les Kreisligen B et C, puis les Kreisligen D dans tous les Kreise sauf ceux de Hunsrück/Mosel et de Mosel. Le nombre d'équipes dans ces divisions varie selon les Kreise.

### Football féminin
La ligue la plus élevée organisée par la fédération est la Rheinlandliga, correspondant au 4e niveau du football féminin allemand, dont l'équipe championne est promue en Regionalliga Südwest. Il existe ensuite 3 Bezirksligen, dans lesquels les équipes sont réparties géographiquement (Est, Centre et Ouest).

### Les autres fédérations subalternes de la FRVS
- Saarländischer Fußballverband (SFV)
- Südwestdeutscher Fußballverband (SWFV)